# Шер (департамент)
Шер (фр. Cher) — департамент в центре Франции, один из департаментов региона Центр — Долина Луары. Порядковый номер 18. Административный центр — город Бурж. Население — 319 600 человек (73-е место среди департаментов, данные 2010 года).

## География
Площадь территории — 7235 км². Через департамент протекают реки Орон, Содр, Йевр и Шер.

## История
Шер — один из первых 83 департаментов, созданных в марте 1790 года. Занимает часть бывшей провинции Берри.
При создании включал в себя 7 районов: Обиньи-сюр-Нер, Бурж, Шатомейян, Сен-Аман, Сансерр, Санкуар и Вьерзон. В 1800 году были созданы округа Бурж, Сен-Аман-Монтрон и Сансерр. Сансерр расформирован в 1926 году. В 1984 создан округ Вьерзон.

## Административно-территориальное деление
Департамент включает 3 округа, 35 кантонов и 290 коммун.
Округа:
- Бурж
- Сент-Аман-Монтрон
- Вьерзон